# Fototrofie
Fototrofie je způsob získávání energie pro budování organických sloučenin u fototrofních organismů. Tyto organismy získávají energii ze světla. Jde zejména o zelené rostliny, řasy, sinice a fotosyntetizující bakterie. U všech těchto organismů se fototrofie pojí s autotrofií, existují však i fotoheterotrofní bakterie. Protipólem fototrofie je chemotrofie, kdy je energie získávána rozkladem organických látek vytvořených jinými organismy (organotrofie) či látek anorganického původu (litotrofie).